# Павленко Микола Григорович
Микола Григорович Павленко (19 липня (1 серпня) 1909, Київ — 16 вересня 1997, Москва
) — журналіст, редактор, військовий історик, публіцист, генерал-лейтенант.

## Біографічні відомості
Народився 19 липня (1 серпня) 1909 року в Києві (за іншими даними — в с. Грузьке Київського повіту).
1932 року закінчив Київську артилерійську школу, 1940 року — Військову академію РСЧА імені М. В. Фрунзе, 1951 року — вищу військову академію.
Доктор історичних наук (1968). На військовій службі перебував з січня 1927 року до травня 1972 року. Під час Другої світової війни проходив службу в Управлінні з використання досвіду війни Генерального Штабу Збройних сил СРСР.
Головним редактором «Військово-історичного журналу» призначений у січні 1959 року.
У лютому 1967 року очолив кафедру історії воєн та військового мистецтва Військової академії Генерального штабу ЗС СРСР, звільнений у запас у травні 1972 року.
Помер у 1997 році, похований у Москві на Троєкурівському цвинтарі.

## Звання
- Генерал-майор (18.02.1958)
- Генерал-лейтенант (19.02.1968)

## Нагороди
- Орден Леніна,
- Два Ордени Червоного Прапора,
- Два Ордени Червоної Зірки,
- Орден Вітчизняної війни І ступеня.

## Основні роботи
- Сокрушительные удары в центре советско-германского фронта // Военная мысль. — 1974. — № 6 (6). — С. 70. — ISSN 0236-2058.
- Некоторые вопросы советского военного искусства в операциях по освобождению Польши // Военно-исторический журнал. — 1964. — № 2 (2).
- Из истории развития теории стратегии // Военно-исторический журнал. — 1964. — № 10 (10).
- Из истории развития теории стратегии // Военно-исторический журнал. — 1965. — № 12 (12).
- Характерные черты стратегического наступления Советских Вооруженных Сил в Великой Отечественной войне // Военно-исторический журнал. — 1966. — № 3 (3).
- "Последний штурм" // Военно-исторический журнал. — 1970. — № 6 (6).
- Размышления о судьбе полководца // Военно-исторический журнал. — 1988. — № 10,11,12 (10,11,12).
- В борьбе за Берлин // Военно-исторический журнал. — 1995. — № 5 (5).